# Ca l'Alemany (Riudarenes)
Ca l'Alemany és una masia de Riudarenes (Selva) inclosa a l'Inventari del Patrimoni Arquitectònic de Catalunya.

## Descripció
Edifici de planta rectangular i teulada a dues vessants laterals i cornisa catalana. El costat dret és més llarg probablement degut a una ampliació del segle xix. La porta és d'arc de mig punt adovellada i les finestres rectangulars emmarcades en pedra. Hi ha dues llindes amb les dates 1634 i 1641. Els murs de maçoneria són arrebossats i hi ha un rellotge de sol. L'interior conserva les bigues i cairats de fusta i el paviment original. Algunes de les obertures han estat tapiades amb rajols.

## Història
L'any 1997 encara era habitada i utilitzada per les feines agrícoles.